# David Cohen
Pour les articles homonymes, voir Cohen.
David Cohen (né le 31 décembre 1882 à Deventer, mort le 3 septembre 1967 à Amsterdam) est un sioniste néerlandais qui est historien de l'Antiquité et papyrologue ; il est aussi président du Joodse Raad aux Pays-Bas à l'époque du IIIe Reich.

## Sa vie et son œuvre
Fils d'un courtier juif, Herman Cohen, et de son épouse, née Rebecca van Essen, il fit sa scolarité dans sa ville natale puis, après avoir obtenu son Abitur, il étudia la littérature classique à Leyde, Leipzig et Göttingen. À partir de 1910, il fut professeur et plus tard directeur au Nederlandsch Lyceum de La Haye. Entre-temps, en 1912, il obtint son doctorat dont la thèse avait pour titre : « De magistratibus Aegyptiis externas Lagidarum regni provincias administrantibus: specimen litterarium inaugurale ». Comme professeur libre, il enseigna à partir de 1922 l'histoire de l'hellénisme à Groningue et fit en 1923 une conférence sur « la papyrologie grecque et son importance pour modifier et améliorer nos connaissances en histoire ancienne. » En 1924, il fut reçu professeur dans cette université et prononça à cette occasion un discours sur l'universalisme et le particularisme au début de l'époque hellénistique. En 1926, il fut nommé professeur d'histoire ancienne à l'Université d'Amsterdam où, après une interruption due à la guerre, il resta jusqu'à sa retraite, en 1953. Il était considéré comme un spécialiste de la papyrologie. Respectueux de la tradition classique, il se consacrait davantage à l'enseignement qu'à la recherche. Il était marié et père de deux filles et d'un fils.
En 1904, il s'engagea dans le mouvement sioniste et fut un des leaders de la Fédération juive de la jeunesse et de l'association des étudiants sionistes. Au cours de la Première Guerre mondiale, il soutint les juifs qui quittaient l'Allemagne et fut secrétaire du Comité pour les réfugiés. Il devint membre du Conseil juif à La Haye et Amsterdam. En 1933, il devint président de la sous-commission aux réfugiés du comité, dont il était à l'origine, pour les affaires juives particulières, où il fit la connaissance d'Abraham Asscher et il appartint à partir de 1934 au Comité permanent des communautés ashkénazes. Après l'occupation des Pays-Bas par l'Allemagne, il fut un des cofondateurs d'un Comité juif de coordination. Il se consacra surtout aux affaires humanitaires et également au niveau international.
Le 12 février 1941, sous la contrainte de l'occupant allemand, il mit sur pied avec Abraham Asscher le Joodse Raad, d'abord pour Amsterdam, puis pour tous les Pays-Bas. L'exclusion progressive des Juifs de la vie publique amena ce conseil à s'occuper aussi de l'éducation, de l'assistance et de problèmes généraux, comme la fourniture de vêtements et de nourriture. Le Joodse Raad des Pays-Bas tenta dans la mesure du possible d'empêcher la déportation de compatriotes juifs pour les préserver de la Shoah, mais en fut malgré lui l'instrument. Avec d'autres membres du Joodse Raad, Cohen, qui était un des derniers Juifs restés aux Pays-Bas, fut déporté le 23 septembre 1943 au camp de concentration de Theresienstadt, après un passage au camp de Westerbork (camp de regroupement et de transit). Membre du Conseil des anciens à partir de septembre 1944, il survécut à Theresienstadt jusqu'à la libération en mai 1945.
Pour collaboration avec l'occupant allemand, il fut arrêté à son retour aux Pays-Bas et une enquête fut lancée contre lui. Elle fut suivie d'un non-lieu, mais en 1947 un procès devant un tribunal d'honneur juif le reconnut coupable de collaboration. Cohen, qui avait défendu son action pendant l'Occupation, fut interdit d'exercer des fonctions dans des organismes juifs. L'annulation de sa condamnation au civil, en 1950, lui rendit sa chaire de professeur à Amsterdam. Cohen, qui s'était retiré de la vie communautaire juive, publia en 1955 ses Mémoires sous le titre Réfugié et Vagabond.